# Саундтрек Grand Theft Auto: Liberty City Stories

## Игровой саундтрек
- Danger Mouse — A Dark March (2:10) — главный саундтрек игры
- Danger Mouse — Mission Complete (0:05)
- Sonia Slany — Japanese Geisha (3:00)
- Bugz In The Attic — The Heist (GTA III Theme Remix) (1:24)

## Музыкальные радиостанции

### Head Radio
DJ: Michael Hunt

Жанр: Софт-рок
1. Conor & Jay — Train (3:11)
2. Cloud Nineteen — The One for Me (2:51)
3. Purser — Take the Pain (3:37)
4. L-Marie при участии Raff — Free Yourself (3:56)
5. 15 Ways — Drive (3:15)
6. Rosco Stow — Welcome to the Real World (2:40)
7. Vanilla Smoothie — Keep Dreaming (3:03)

Head Radio в Grand Theft Auto: Liberty City Stories, как и в Grand Theft Auto III, целиком состоит из композиций, написанных Rockstar North специально для данной игры. А между музыкальными треками слушателей по-прежнему развлекает своими шуточками диджей Майкл Хант, которого озвучивает настоящий диджей Russ Mottla. Композиции дуэта Conor & Jay также присутствуют в плэйлисте Head Radio в играх Grand Theft Auto 2 и Grand Theft Auto III. Офис Head Radio находится в Харвурде

### Double Cleff FM
DJ: Sergio Boccino

Жанр: Классическая музыка, опера
1. Giuseppe Verdi — Anvil Chorus (2:43)
2. Giuseppe Verdi — Chorus of the Hebrew Slaves (3:53)
3. Giuseppe Verdi — Tacea La Notte Placida (3:44)
4. Ruggiero Leoncavallo — Vesti La Giubba (3:04)
5. Wolfgang Amadeus Mozart — E Amore Un Ladroncello (3:54)
6. Wolfgang Amadeus Mozart — Overture (4:07)

Double Cleff FM транслирует произведения классиков европейской оперной музыки. Диджей Серджио Боччино и его вкусы не пользуются особой популярностью среди остальных слушателей, один из которых, любитель поиграть на фаготе Морган Мэривезер, не поленился дозвониться в прямой эфир. Он-то и сменил Серджио у микрофона Double Clef в Grand Theft Auto III в 2001 году.

### K-Jah
DJ: Natalee Walsh Davis

Жанр: Регги
1. Errol Bellot — What a Wonderful Feeling (3:15)
2. Kenny Knots — Ring My Number (3:21)
3. Kenny Knots — Run Come Call Me (3:23)
4. Kenny Knots — Watch How the People Dancing (3:28)
5. Peter Bouncer — Ready For the Dancehall Tonight (4:01)
6. Richie Davis — Lean Boot (3:05)
7. Richie Davis — You Ha Fe Cool (3:04)
8. Selah Collins — Pick a Sound (3:26)

Любимая радиостанция членов банды «Ярди». Ведущую Натали Уолш Дэвис (озвучивает актриса Паскаль Арман) спустя три года в Grand Theft Auto III сменит Хорас Уолш.

### Rise FM
DJ: Boy Sanchez

Жанр: Танцевальная музыка
1. De'Lacy — Hideaway (Deep Dish Vocal Remix) (11:49)
2. Eddie Amador — House Music (6:01)
3. Green Velvet — Flash (7:11)
4. Happy Clappers — I Believe (7:14)[1]
5. Jaydee — Plastic Dreams (10:14)
6. Josh Wink — Higher State of Consiousness (6:14)
7. Kristine W. — Feel What You Want (5:27)
8. Moloko — Sing It Back (Boris Musical Mix) (9:20)
9. Robert Armani — Circus Bells (Hardfloor Remix) (9:00)
10. Ron Trent — Altered States (13:38)
11. Slam — Positive Education (8:35)
12. Sneaker Pimps — Spin Spin Sugar (Armand’s Dark Garage Mix) (9:02)[1]
13. Ultra Nate — Free (7:15)

Rise FM — радиостанция, посвящённая электронной танцевальной музыке стиля хаус. Любимая радиостанция бандитов колумбийского наркокартеля. Диджей Бой Санчес к 2001 году канул в лету. На его место в Grand Theft Auto III пришёл Andre The Accelerator, который в Grand Theft Auto: Liberty City Stories также появляется в эпизодической роли.

### Lips 106
DJ: Cliff Lane, Andee

Жанр: Поп-музыка
1. Rudy La Fontaine — Funk in Time (3:30)
2. Sawaar — Love is the Feeling (3:04)
3. Sunshine Shine — Mine Until Monday (3:02)
4. Credit Check — Get Down (3:10)
5. Cool Timers — Tonight (3:23)
6. Nina Barry — Bassmatic (3:49)
7. The Jackstars — Into Something (Come On, Get Down) (3:19)

Как и в случае с Head Radio, все композиции, звучащие на Lips 106, сочинены музыкальным отделом компании Rockstar North. В перерывах между выступлениями вымышленных исполнителей можно прослушать Клиффа Лэйна и его молодую соведущую Энди, которая к 2001 году останется единственным диджеем этой станции.

### Radio Del Mundo
DJ: Panjit Gavaskar

Жанр: Этническая музыка
1. Ahmed Mneimneh — Aini Bet Ref (4:04)[1]
2. Ananda Shankar — Raghupati (3:30)
3. Asha Bhosle — Dum Maro Dum (4:28)
4. Farid El Atrache — Hebeena Hebeena (7:34)
5. Natacha Atlas — Kidda (5:07)[1]
6. Ofra Haza — Im Nin’Alu (3:32)[1]
7. Samira Tawfic — Ballaa Tsoubou Hul Kahwa (2:55)[1]
8. Vijaya Anand — Neeve Nanna (Only You Were Mine) (4:01)

Эксклюзив мобильной версии игры
1. Salatin El Tarab Orchestra — Ah Ya Zein (2:57)
2. Michel Nahme — Marmara (3:12)
3. Mohamad Hussein — Mariam Mariamti (10:36)
4. Mosavo — Cedars of Lebanon (Lebanese Dabke) (3:38)
5. Mohamed Eskander — La Tisalouni (5:42)

Большинство водителей такси в Либерти-Сити (как и в его реальном прототипе — Нью-Йорке) — южно-азиатского происхождения. Им нравится слушать родные или близкие к ним по звучанию мотивы. Специально для них — Radio Del Mundo, покинувшее эфир «Города Свободы» к 2001 году. Экстравагантного диджея Панджита Гаваскара озвучил Хаяз Акрам.

### MSX '98
DJ: MC Codebreaker, DJ Timecode

Жанр: Драм-н-бейс
1. Dead Dred — Dred Bass (5:51)
2. Deep Blue — The Helicopter Tune (5:26)
3. DJ Pulse — Stay Calm (Foul Play Remix) (7:27)
4. Foul Play — Finest Illusion (Legal Mix) (5:41)
5. Higher Sense — Cold Fresh Air (5:58)
6. Hyper-On Experience — Disturbance (Tango Remix) (5:35)
7. Omni Trio — Living For The Future (6:33)
8. Omni Trio — Living For The Future (FBD Project Remix) (6:16)
9. Omni Trio — Renegade Snares (6:36)
10. Omni Trio — Thru The Vibe (2 on 1 Remix) (5:59)
11. Renegade — Terrorist (6:11)

К 2001 году радиостанция избавилась от индекса «98» в названии, но не от своих диджеев — MC Codebreaker и Роб Плейфорд (DJ Timecode) выступили в роли самих себя как в Grand Theft Auto: Liberty City Stories, так и в Grand Theft Auto III. Также примечательно отсутствие на радио MSX '98 любой коммерческой рекламы.

### Flashback 95.6
DJ: Reni Wassulmaier

Жанр: Итало-диско
1. Giorgio Moroder — Chase (8:26)
2. Giorgio Moroder — E-MC2 (4:34)
3. Giorgio Moroder — First Hand Experience in Second Hand Love (5:01)
4. Giorgio Moroder — From Here to Eternity (5:51)
5. Giorgio Moroder — I Wanna Rock You (6:30)
6. Giorgio Moroder — I’m Left, You’re Right, She’s Gone (5:06)

Самая неоднозначная из музыкальных радиостанций Либерти-Сити конца 1990-х годов. Flashback 95.6 транслирует диско-миксы за авторством Джорджо Мородера и шокирует почтенную публику монологами радиоведущей Рени Васселмайер. Транссексуал Рени — первый диджей в истории Grand Theft Auto, ставший сюжетным персонажем, выдающим задания главному герою в Grand Theft Auto: Vice City Stories. К 2001 году станция обзавелась репертуаром из поп-музыки 1980-х и диджеем из того же периода, Тони, которая работала в 1980-х годах на радио Flash FM в Grand Theft Auto: Vice City и Grand Theft Auto: Vice City Stories.

### The Liberty Jam
DJ: DJ Clue

Жанр: хип-хоп Восточного побережья, рэп
1. Big Pun — Beware (3:15)
2. Big Pun — Twinz (Deep Cover 98) (3:48)
3. DMX при участии DJ Clue, Jadakiss, Styles P, Drag-On & Eve — Ruff Ryders' Anthem (Remix) (3:52)
4. DMX при участии Sheek Louch — Get At Me Dog (4:03)
5. Method Man — All I Need (3:15)
6. Mobb Deep — Shook Ones, Pt. II (5:26)
7. Noreaga — N.O.R.E. (3:13)
8. Onyx при участии Noreaga and Big Pun — Shut 'Em Down (Remix) (4:14)
9. Raekwon — Incarcerated Scarfaces (4:42)
10. Redman при участии Method Man — Do What Ya Feel (4:13)
11. The Lox — Chest2Chest Freestyle (3:24)[1]
12. The Lox & Black Rob — Chain Gang Freestyle (3:45)[1]

The Liberty Jam во главе с ведущим DJ Clue в роли самого себя. Судьба станции незавидна — к 2001 году её вещание прекратилось. Но благодаря Game Radio сторонники хип-хопа в Либерти-Сити не остались без любимой музыки в эфире Grand Theft Auto III.

## Разговорные радиостанции

### LCFR (Liberty City Free Radio)
LCFR расшифровывается как Liberty City Free Radio и работает в формате широко распространённого в США «разговорного» жанра. На радио транслируются пять рейтинговых шоу, четыре из которых по тем или иным причинам прекратили выходить в эфир к 2001 году, а пятое, оставшись в одиночестве, передало своё имя всей радиостанции — Chatterbox 109.

#### Ведущие и шоу
1. Nurse Bob — шоу Heartland Values (9:42)'

Программа Heartland Values во главе с ярым поборником христианских ценностей «Сестрой милосердия Бобом» является пародией на появившееся в США в 2003 году ток-шоу The Dr. Phil Show. Эксцентричный и «набожный», «Сестра Боб» не гнушается использовать хамство и насмешки в адрес тех, кому он несёт слово Божие и предлагает принять христианскую мораль.
2. Steve и Bill — шоу Electron Zone (7:13)'

Передача Electron Zone посвящена тенденциям технического прогресса, а имена её ведущих Стива (озвучивает актёр Птолемей Слокам) и Билла (озвучивает актёр Майкл Уричек) — явный намёк на CEO компании Apple Стива Джобса и главу Microsoft Билла Гейтса. Словно в насмешку над своими прототипами, персонажи на радио являются ярыми сторонниками противоборствующих систем-конкурентов, противоположных их прототипам из реальной жизни: так, Билл поддерживает Fruit OS (намёк на Apple Mac OS), а Стив — напротив, апологет операционной системы TOS (Technical Operating System), аналога Microsoft DOS во вселенной Grand Theft Auto.
Один из дозвонившихся на передачу слушателей — Ричард Бёрнс — сотрудник информационной службы радио WCTR из Grand Theft Auto: San Andreas.
Большинство звонящих в эфир шоу показаны интернет-фанатиками. Также показан намёк на кинофильм «Матрица», когда девушка по имени Дениз спрашивает о фильме Mainframe про виртуальную реальность.
Ещё одним звонящими является Кен из Карсер-Сити (отсылка к другой игре от Rockstar — Manhunt). Он жалуется, что его держит под контролем ФБР, не давая просматривать порнографию. Ведущий Бил думает, что он имеет в виду педофилию. Хотя звонящий говорит о «нескольких жаренных кусочках мяса из его СВЧ-печи» (англ. several toasted meat pastries coming out of his microwave), что подразумевает ещё более причудливое проявление фетишизма.
3. Lee Chowder и Crow — шоу Breathing World (9:08)'

Ведущая Breathing World Мелисса Чодер (озвучивает актриса Эшли Альберт) берёт интервью у вымышленного музыканта Бернарда Гордона (озвучивает актёр Грегг Мартин), «известного» в мире Grand Theft Auto под псевдонимом «Ворон» (англ. Crow). Образ гостя в студии был создан разработчиками в качестве карикатуры на известного певца и композитора Стинга.
Из Grand Theft Auto: Vice City Stories нам становится известно, что одна из групп, где «Ворон» прежде был солистом и которая распалась в 1984 году, называется The Ambulance. Это название — намёк на прекратившую примерно в то же время свою деятельность группу The Police, в которой выступал Стинг.
4. Richard Goblin — шоу Coq ‘O’ Vin (8:12)'

Кулинарное шоу Coq ‘O’ Vin с французским шеф-поваром Ричардом Гоблином (озвучивает актёр Майк Шапиро) потрясает слушателей изощрёнными способами приготовления различных блюд из всякой живности, по большей части ещё живой в момент готовки. После такого многие слушатели становятся вегетарианцами, а самым впечатлительным рекомендуется сменить волну — во избежание обмороков или иной реакции организма на творящиеся в прямом эфире извращения.
Ричард Гоблин уже встречался нам прежде в Grand Theft Auto: San Andreas: он упоминается в радиопередаче Entertaining America, а также в Сан-Фиерро можно отыскать рекламный плакат с его изображением.
5. Lazlow — шоу Chatterbox (10:18)'

И вновь любимец публики Лазло (озвучивает актёр Лазло Джонс) представляет своё коронное шоу Chatterbox. Разглагольствования ведущего о жизни, музыке и женщинах перемежаются увлекательными диалогами со слушателями, дозвонившимися в прямой эфир: здесь и антиклерикальный «кул-хацкер», юная ведьма и семилетняя девочка, владеющая неприличным словом (fuck), и прочие… Даже сама мамаша Сиприани не побрезговала поболтать с автором шоу, не преминув при этом пригрозить ему расправой мафии.

## Бренды в рекламе на радио
- Ammu-Nation — сеть оружейных магазинов, присутствующая на просторах игр серии GTA, которая в этой игре обеспечивает поставки людям, которые хотят защитить себя от наступающих 2000-х годов. Спонсор Logger beer и Redwood cigarettes из GTA San Andreas.
- Chateau de Boeuf (с фр. — «За́мок говядины») — марка вин, способствующая, по заверению рекламы, увеличению сексуального опыта.
- Bathtub Gin Still — копии ванн для производства алкоголя во времена «сухого закона».
- Crowfest '98 — рок-фестиваль, проводимый рок-певцом Crow (ранее упоминался в GTA: San Andreas), на котором преобладает рок с этническими мотивами. Пародия на Ozzfest или Live Aid.
- Citizens United Negating Technology For Life And People’s Safety — (с англ. — «Объединение граждан, отрицающих технологию для жизни и безопасности людей»; сокр. C.U.N.T.F.L.A.P.S, при этом англ. cunt — неприлич. «влагалище») — сомнительная организация, члены которой негативно отзываются об Интернете, говоря о том, что дети могут познакомиться с извращенцами или что в Интернете бо́льшая часть информации — плохая. Самая распространенная реклама на радио. Имеет 4 версии — по 2 на каждой из радиостанций Head Radio, Lips 106 и LCFR. Одна из участниц организации звонит в программу Chatterbox на LCFR.
- Discount Adventure Cruises — (с англ. — «Приключенческие круизы со скидкой») — круизы, в которых покупатель не получает ту роскошь, за которую он не хочет платить.
- Feel All Great Sports (FAGS) — магазин спортивных аксессуаров с гомосексуальной тематикой. Спонсор Ultimate Disk in the Dark из GTA San Andreas.
- Koala — пародия на туалетную бумагу Charmin, использующая в качестве своего логотипа коалу, вместо медведей гризли.
- Liberty City’s Finest — программа по коммерческой вербовке и приёму на работу в Полицейский департамент города Liberty City. Высмеивает полицейских как ленивых работников.
- Maibatsu Womb — автомобиль от корпорации Maibatsu, соответствующий традициям своих предшественников — Monstrosity и Thunder — не появляется в игре. Позиционируется в качестве гигантского микроавтобуса, со встроенным телевизором, холодильником и массажёром. Призван угодить замужним мужчинам.
- The Mainframe (с англ. — «мейнфрейм») — кинофильм от студии Love Media, в котором пятеро подростков принимают ЛСД и открывают истину. Пародия на кинофильм «Матрица». В реальности фильм «Матрица» вышел в 1999 году, спустя год после событий игры.
- Pastmaster — компьютерная игра, которая, по заверениям рекламодателей, поможет детям вновь пережить наиболее зверские сражения за всю историю человечества.
- Pilgrim’s Pantry — реклама ресторана оформленного в стиле XVII века.
- RAILS (с англ. — «рельсы») — произведённый колумбийским картелем сомнительный порошок, предназначенный для употребления через нос, как кокаин. «Рельсы» в английском языке являются сленговым названием кокаина.
- Space Monkey 7 — консольная видеоигра. Пародия на японскую культуру, показывает человека с сильным акцентом, кричащего «Ah, Space Monkey!».
- SWAPMEET — телесериал в жанре ситком, транслирующийся на телеканале Weazel каждый четверг вечером, который рассказывает о трёх парнях и двух девушках, живущих о одной квартире. В игре упоминается 9-й сезон, начавшийся 30 октября 1998. В этом сезоне Лорейн становится беременной, и появляется дельфин Сонар. Пародия на телесериал «Друзья».
- Plug — музыкальная реклама в стиле 1950-х годов, объектом которой являются гигиенические тампоны.
- Vivisection (с англ. — «вивисекция») — научный набор, благодаря которому дети смогут проводить различные биологические эксперименты на крысах. Также позиционируется в качестве популярной видеоигры с гонками на картах. Пародия на многочисленные видео игры с гонками, выпущенные в 1990-х годах, такие как Mario Kart 64, Crash Team Racing, Diddy Kong Racing